# Cacao in polvere

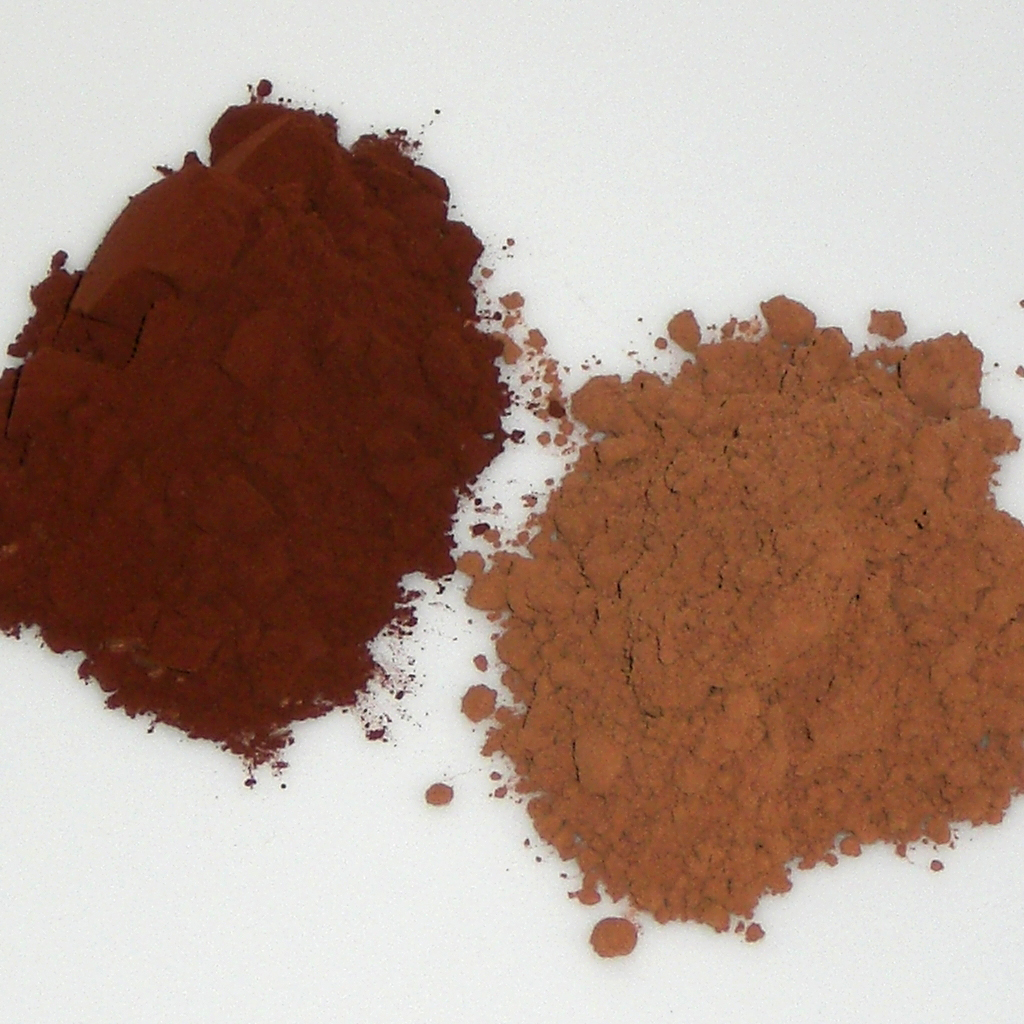
Polvere di cacao sottoposta a "processo olandese" (a sinistra) e polvere di cacao naturale (a destra)

Il cacao in polvere o polvere di cacao è un ingrediente culinario ottenuto polverizzando la massa ottenuta da semilavorati del cacao quando viene parzialmente privata del burro di cacao.

## Proprietà fisiche
La polvere di cacao naturale ha un colore marrone chiaro e un pH estraibile da 5,3 a 5,8. La polvere di cacao trattata (alcalinizzata) è di colore più scuro, presenta una colorazione che spazia dal rosso brunastro a un colore quasi nero e ha un pH compreso tra 6,8 e 8,1. Il processo di alcalinizzazione riduce l'amarezza e migliora la solubilità, che è importante per rendere la polvere di cacao ideale per la preparazione di prodotti per bevande. Tutti questi valori di pH sono considerati sicuri per l'uso alimentare. La polvere di cacao contiene antiossidanti a base di flavanolo, le cui quantità sono ridotte se il cacao è soggetto ad alcalinizzazione acida. I benefici della salute della polvere di cacao sono stati attribuiti ai flavonoidi del cacao.

## Valori nutrizionali
La polvere di cacao contiene diversi minerali tra cui calcio, rame, magnesio, fosforo, potassio, sodio, zinco, e Vitamina B12 Tutti questi minerali si trovano in quantità maggiori nel cacao in polvere rispetto al burro o la massa di cacao. Il cacao in polvere contiene anche 230 mg di caffeina e 2057 mg di teobromina per 100 g, che sono per lo più assenti dagli altri componenti della fava di cacao. Il cacao in polvere contiene anche clovamide (N-caffeoyl-L-DOPA).

### Flavonoidi
Il cacao in polvere è ricco di flavonoidi, un sottoinsieme dei polifenoli. La quantità di flavonoidi dipende dalla quantità di lavorazione e produzione a cui è sottoposta la polvere di cacao. L'alcalinizzazione, nota anche come "processo olandese", fa sì che il suo contenuto di flavonoidi venga sostanzialmente ridotto.

## Sicurezza

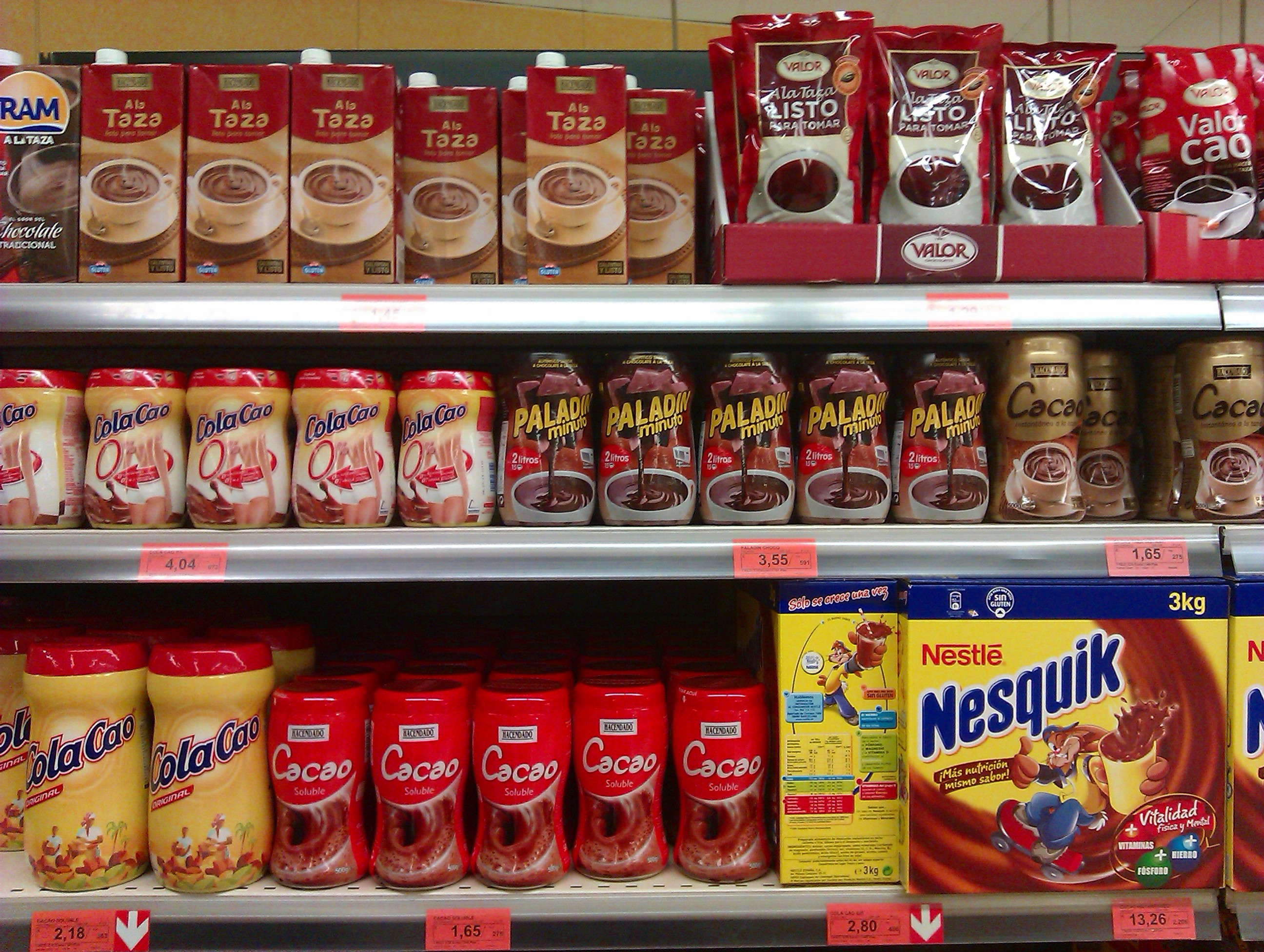
Vari prodotti ricavati dalla polvere di cacao

Le polveri di cacao possono contenere cadmio, un metallo pesante tossico e probabile sostanza carcinogena, presente naturalmente in livelli elevati nel suolo di alcune regioni dei paesi produttori di cacao. L'Unione europea ha imposto un limite alla quantità di cadmio nella polvere di cacao di 0,6 µg per grammo di polvere di cacao e 0,8 µg per grammo di cioccolato con ≥ 50% di solidi di cacao secchi totali a partire dal 1 ° gennaio 2019. In Canada, una porzione giornaliera di un prodotto per la salute naturale non deve contenere più di 6 µg di cadmio per un individuo che pesa 68 kg e 3 µg per un individuo di 75 libbre (34 kg).
Sebbene il governo degli Stati Uniti non abbia fissato un limite alla quantità di cadmio da mettere negli alimenti o nei prodotti sanitari, lo stato della California ha stabilito un livello giornaliero massimo consentito di esposizione orale al cadmio di 4,1 µg e richiede che i prodotti contenenti più di questo importo per porzione giornaliera rechino un avviso sull'etichetta. Un'indagine condotta da un laboratorio indipendente per i test sui consumatori ha rilevato che sette delle nove polveri di cacao e pennini disponibili in commercio selezionati per il test contenevano più di 0,3 µg di cadmio per grammo di servizio; cinque di questi prodotti hanno superato il limite proposto dell'UE di 0,6 µg per grammo.